# Arena Koppa, Shimoga
Arena Koppa là một làng thuộc tehsil Shimoga, huyện Shimoga, bang Karnataka, Ấn Độ.